# Pra Crò
Pra Crò o Pra Crô (2.844 m s.l.m.) è una montagna delle Alpi Cozie che si trova in Piemonte (Città metropolitana di Torino).

## Descrizione

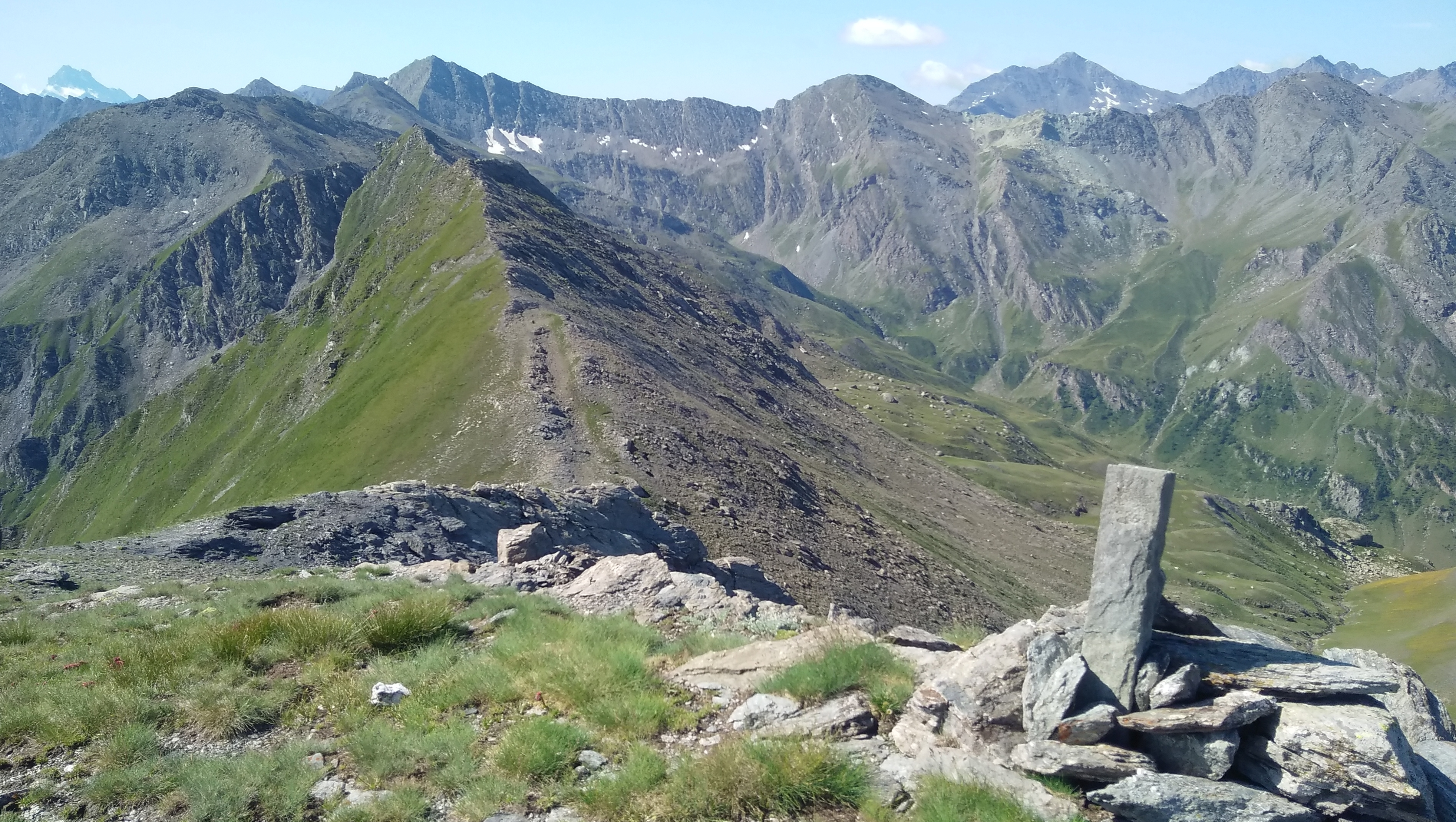
L'ometto sulla cima e il panorama verso sud, in primo piano il Passo della Pennazza, a sinistra il Monviso

La montagna si trova sullo spartiacque tra la Val Troncea e la Valle Germanasca. Una sella a quota 2.797 m lo divide dal monte Peolioso (a nord), mentre verso sud lo spartiacque Troncea/Germanasca continua in direzione del Monte Pignerol con Passo della Pennazza (2.757 m). Amministrativamente Pra Crò si trova sul confine tra il comune di Pragelato e quello di Salza di Pinerolo.

## Salita alla vetta
Si può salire sulla vetta partendo dalla località Coppi di Didiero, in comune di Salza di Pinerolo. La difficoltà di accesso estivo è valutata di grado EE (per escursisti esperti) ed è in genere seguita dalla salita al vicino Monte Peolioso. In alternativa è possibile raggiungere la montagna dalla Val Troncea.

## Cartografia
- Cartografia ufficiale italiana dell'Istituto Geografico Militare (IGM) in scala 1:25.000 e 1:100.000, consultabile on line
- 5 - Val Germanasca e Val Chisone, carta in scala 1:25.000, ed. Fraternali
- 1 - Valli di Susa, Chisone e Germanasca, carta in scala 1:50.000, ed. IGC - Istituto Geografico Centrale